# Барр Тауншип (округ Камбрія, Пенсільванія)
Барр Тауншип (англ. Barr Township) — селище (англ. township) в США, в окрузі Кембрія штату Пенсільванія. Населення — 2049 осіб (2020).

## Демографія
Згідно з переписом 2010 року, у селищі мешкало 2056 осіб у 770 домогосподарствах у складі 580 родин. Було 827 помешкань
Расовий склад населення:
| - 99,1 % — білих - 0,2 % — корінних американців - 0,1 % — азіатів |

До двох чи більше рас належало 0,4 %. Частка іспаномовних становила 0,2 % від усіх жителів.
За віковим діапазоном населення розподілялося таким чином: 23,5 % — особи молодші 18 років, 60,3 % — особи у віці 18—64 років, 16,2 % — особи у віці 65 років та старші. Медіана віку мешканця становила 43,9 року. На 100 осіб жіночої статі у селищі припадало 98,3 чоловіків;  на 100 жінок у віці від 18 років та старших — 98,7 чоловіків також старших 18 років.
Середній дохід на одне домашнє господарство  становив 65 137 доларів США (медіана — 53 188), а середній дохід на одну сім'ю — 73 072 долари (медіана — 62 250). Медіана доходів становила 42 059 доларів для чоловіків та 33 667 доларів для жінок. За межею бідності перебувало 7,8 % осіб, у тому числі 11,2 % дітей у віці до 18 років та 5,1 % осіб у віці 65 років та старших.
Цивільне працевлаштоване населення становило 941 особа. Основні галузі зайнятості: освіта, охорона здоров'я та соціальна допомога — 31,0 %, виробництво — 9,4 %, будівництво — 8,7 %, транспорт — 8,1 %.